# Manuel Maristany
Manuel Maristany i Sabater (Barcelona, 4 de marzo de 1930-4 de junio de 2016) fue un escritor, fotógrafo y camarógrafo español.

## Biografía
Nació el 4 de marzo de 1930 en el seno de una familia burguesa que vivía en el Ensanche barcelonés. Se educó en los jesuitas. Estudió Derecho para complacer a su padre, pero se dedicó a la fotografía y a los reportajes, aunque en realidad empezó filmando, sobre todo en lo referente a la temática ferroviaria, una de sus grandes aficiones, herencia familiar, ya que un antepasado suyo fue Eduardo Maristany Gibert, director de la Compañía de los Ferrocarriles de Madrid a Zaragoza y Alicante.
En 1963 atravesó África de sur a norte en una moto Montesa, experiencia que relató en Operación Impala.
Era montañero (subió al Mont Blanc y al Matterhorn) y esquiador  (de joven ganó el campeonato de Cataluña de eslalon).
Empezó su afición al ferrocarril con la filmación y filmó el SFG y el OG al principio en 16 mm. También fotografió al mismo tiempo. A raíz de la fotografía escribió sus libros. La conocida como La foto 10.
Escribió y publicó libros de viajes, de temática ferroviaria y sobre patrimonio cultural. Su obra culmen es la novela La enfermera de Brunete, publicada por Editorial Planeta en 2006.
Nunca estuvo satisfecho con algunas de sus obras literarias de temática ferroviaria. Hubo proyectos bibliográficos que nunca vieron la luz, se pretendió publicar un libro titulado "Vía Estrecha y Super Estrecha" un proyecto compilatorio de sus obras de los "Carrilets" que jamás se realizó, se pretendía recopilar además de sus obras de los "Carrilets" y del Ferrocarril Turístico de Vivarais en Francia el modelismo tripulado del Ferrocarril de Oreneta en Barcelona.
Su última gran obra ferroviaria fue la Epopeya De Los Directos.
Su primer libro ferroviario fue Adiós Viejas Locomotoras de 1973, hace ya 50 años, de la editorial Casademont, la protagonista de la portada es la MZA 651 (Renfe 230-4001), fue el primer libro dedicado a la fotografía ferroviaria en este país, que hasta aquel entonces no había ninguno de esa temática y de ese formato, de alguna manera es historia del ferrocarril en este país.
Además de sus libros y filmaciones de películas en 16 mm y Súper 8, escribió artículos periodísticos y reportajes para revistas ferroviarias como Via Libre y Maquetren, además de escribir artículos para la colección de Cuadernos De Modelismo Ferroviario de la editorial Casademont.
Era muy querido en la afición ferroviaria.
Es bastante conocido también en las revistas por sus artículos como en las de Vía Libre y Maquetren, el libro Viajes y Reportajes de 1988 es una recopilación de algunos de sus artículos de revistas.
En los 80 sus libros más conocidos fueron además del mencionado en el anterior párrafo el libro de Máquinas, Maquinistas y Fogoneros de 1985 y el libro de Los Últimos Gigantes de 1989.
Se hicieron bastante populares y casi cultura general ferroviaria gracias a él entre la afición ferroviaria española los Ferrocarriles Mineros Andorra-Escatrón y Ponferrada-Villablino, además de dar a conocer a la afición española al ferrocarril trenes de vapor del extranjero como por ejemplo lo que quedaba del CFD Reseau Du Vivarais-Lozere (El Ferrocarril Turístico De Vivarais y Tren De Ardeche) en Francia.
También se recorrió las líneas clausuradas en 1985, como el Ferrocarril Santander-Mediterráneo, hizo reportajes de ellas.

## Obras[5]

### Libros de esquí
- Ha nevado en La Molina (Ed. Juventud 1960 y 1991).

### Libros de temática ferroviaria
- Adiós viejas locomotoras (Josep María Casademont, Editor 1973)
- Carrilets de España y Portugal, Volúmenes 1 y 2 (José María Casademont, Editor 1974)
- Los pequeños trenes españoles (Fundación de los Ferrocarriles Españoles, 1978)
- Máquinas, maquinistas y fogoneros (Fundación de los Ferrocarriles Españoles, 1985).
- Els carrilets de Catalunya (Terra Nostra/Nuevo Arte Thor, 1987)
- Viajes y reportajes (Fundación de los Ferrocarriles Españoles,1988)
- Los últimos gigantes (MTM y ATEINSA, 1989)
- Un siglo de ferrocarril en Cataluña (Editorial Barcelona, 1992)
- Los Ferrocarriles Vascongados y sus ilustres ramales ( Ediciones Doble Tracción, 1995)
- El Prodigioso Tren de Sóller (coautor del libro J. M. Solé, Ediciones Reserva Anticipada S.L.,1998)
- Mis pequeños trenes (Ed. Juventud, 2000).
- La epopeya de los directos (Ed. Maquetren, 2004)

### Libros de viajes y patrimonio cultural
- El Valle de Aran (1986).
- Operación Impala: 20.000 km en motocicleta a través de África (Ed. CIE Inversiones Editoriales Dossat-2000, S.L. 2004).
- El ponts de pedra de Catalunya (Entitat Autònoma del Diari Oficial i de Publicacions (Catalunya) 1998).

### Novelas
- Rikki-Tikki (1967)
- Gurka: el águila que se escapó del zoo (1968)
- La Enfermera de Brunete (Ed. Planeta 2006).
- El Desafío (Ed. Planeta 2009).

### Películas de temática ferroviaria
- Adiós viejas locomotoras (imágenes filmadas entre 1967 y 1969), remasterizada en octubre de 2008 por José Luis García Mateo, publicada por la editorial Revistas Profesionales S. L. en 2010 (Revista Maquetren)
- Los últimos gigantes (imágenes filmadas entre 1967 y 1969), remasterizada en octubre de 2008 por José Luis García Mateo, publicada por la editorial Revistas Profesionales S. L. en  2010 (Revista Maquetren)
- El Correo Ripoll Puigcerdá (filmada en el verano de 1980), de Miquel Palou producciones
- Diesel On The Sierra (filmada en 1980) , de Miquel Palou producciones
- Lluvia y sol en el Vivarais (filmada en 1981 junto con Jorge Comella) , remasterizada por José Luis García Mateo
- La Rampa de Pajares (filmada en 1983 junto con Jorge Comella), remasterizada por José Luis García Mateo

## Neologismos
En su obra  “Ha nevado en La Molina” difunde la palabra “pesiga”. La podríamos definir como el esquiador insaciable e impaciente.
Para Manuel Maristany el verbo "pesigar" significaría "practicar el esquí a tope, el esquí total, el esquí sin pausa ni respiro."